# Nenadi Usman
Esther Nenadi Usman, född 12 november 1966 i Jere, Nigeria är Nigerias finansminister sedan juni 2006. 
Från 2003 var hon vice finansminister, tidigare var hon hälsokommissionär i Kaduna, den delstat där hon är född i. Hon har tidigare även haft andra kommissionärsposter där, bland annat som miljö- och naturresurskommissionär. Usman har en kandidatexamen i geografi från Ahmadu Bellos universitet och diplom i ledning från Jos universitet.